# Eszes Róbert
Eszes Róbert (1951- ) grafikusművész, főszerkesztő

## Élete
Középiskolai tanulmánya befejezése után után nyomdai klisékészítő szakiskolát végzett, és statisztikai grafikus lett.
1979-től az IPV tipográfusa, majd 1997-ben főszerkesztője a Fotográfia című lapnak. Kotán dolgozott már, 1964-ben a Tábortűz, és más kisebb lapnak is. A Szabadidő Magazin tervező-szerkesztője is volt.
A Gemini, Atlas, Bergendy-együttes együttesek grafikusa: díszletet, plakátot, klubbelépőket rajzolt, statisztikai grafikus lett. Sok propagandakiadvány, plakát a keze alól került ki, az ORI – Országos Rendező Iroda részére szinte összes koncertplakát az ő munkája. Popban gondolkodó, avantgárd szellemű, művészeti szerkesztő.
Egyéb rajzai, illusztrációi is jelentek meg különböző lapokban.